# Lambert van Boulogne
Lambert van Boulogne (overleden te Rijsel in 1054) was van 1047 tot aan zijn dood graaf van Lens en van 1053 tot aan zijn dood graaf iure uxoris van Aumale. Hij behoorde tot het huis Boulogne.

## Levensloop
Lambert was de tweede zoon van graaf Eustaas I van Boulogne uit diens huwelijk met Mathilde, dochter van graaf Lambert I van Leuven. Na de dood van zijn vader in 1047 erfde hij het graafschap Lens.
In 1053 kwam Willem van Talou, graaf van Arques, in opstand tegen zijn neef Willem de Veroveraar, hertog van Normandië. Terwijl de schoonvader van de Normandische hertog, graaf Boudewijn V van Vlaanderen diens zijde koos, steunden Lamberts broer Eustaas II van Boulogne en Engelram II van Ponthieu, die aan beide zijden verwant waren, Willem van Talou. Lambert koos net als de graaf van Vlaanderen partij voor Willem de Veroveraar.
De opstand stortte al snel in elkaar; graaf Engelram II van Ponthieu sneuvelde in oktober 1053, waarna Willem van Talou naar Boulogne vluchtte. Als beloning voor zijn trouw mocht hij huwen met Engelrams weduwe Adelheid van Normandië (1026-1090), een zus van Willem de Veroveraar. Lambert werd in haar recht graaf van Aumale.
Lambert bleef in dienst van de graaf van Vlaanderen en nam in 1054 deel aan de Slag bij Rijsel tegen keizer Hendrik III, waarbij hij dodelijk verwond werd. Zijn echtgenote Adelheid behield Aumale, maar het graafschap Lens viel terug aan zijn oudere broer Eustaas II. Lambert en Adelheid hadden een dochter Judith (1054 - na 1086), die ofwel kort voor of zelfs na zijn overlijden werd geboren en rond 1070 huwde met graaf Waltheof II van Northumbria.